# Nordfriesische Außensände

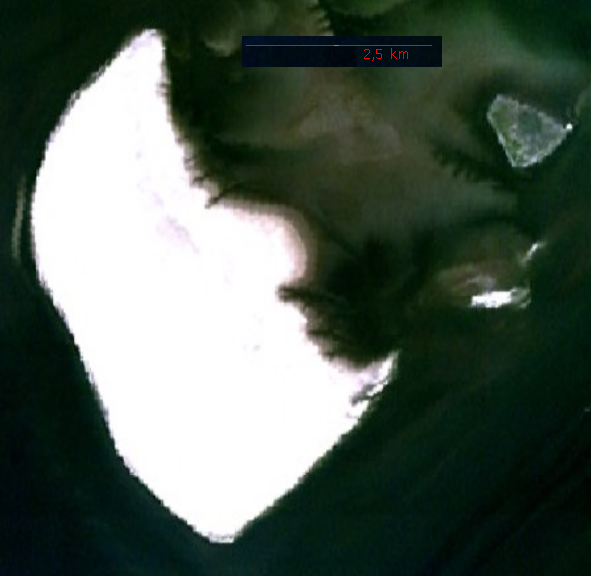
NASA-Satellitenbild des größten Außensandes Süderoogsand, mit Hallig Süderoog rechts oben

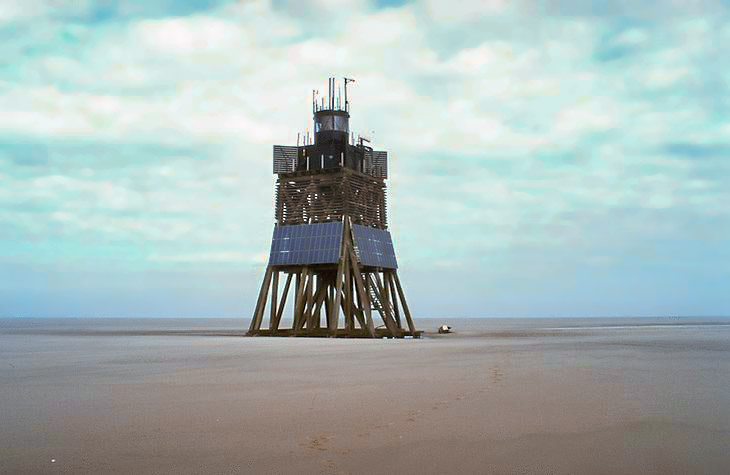
Süderoogsand mit Leuchtfeuer

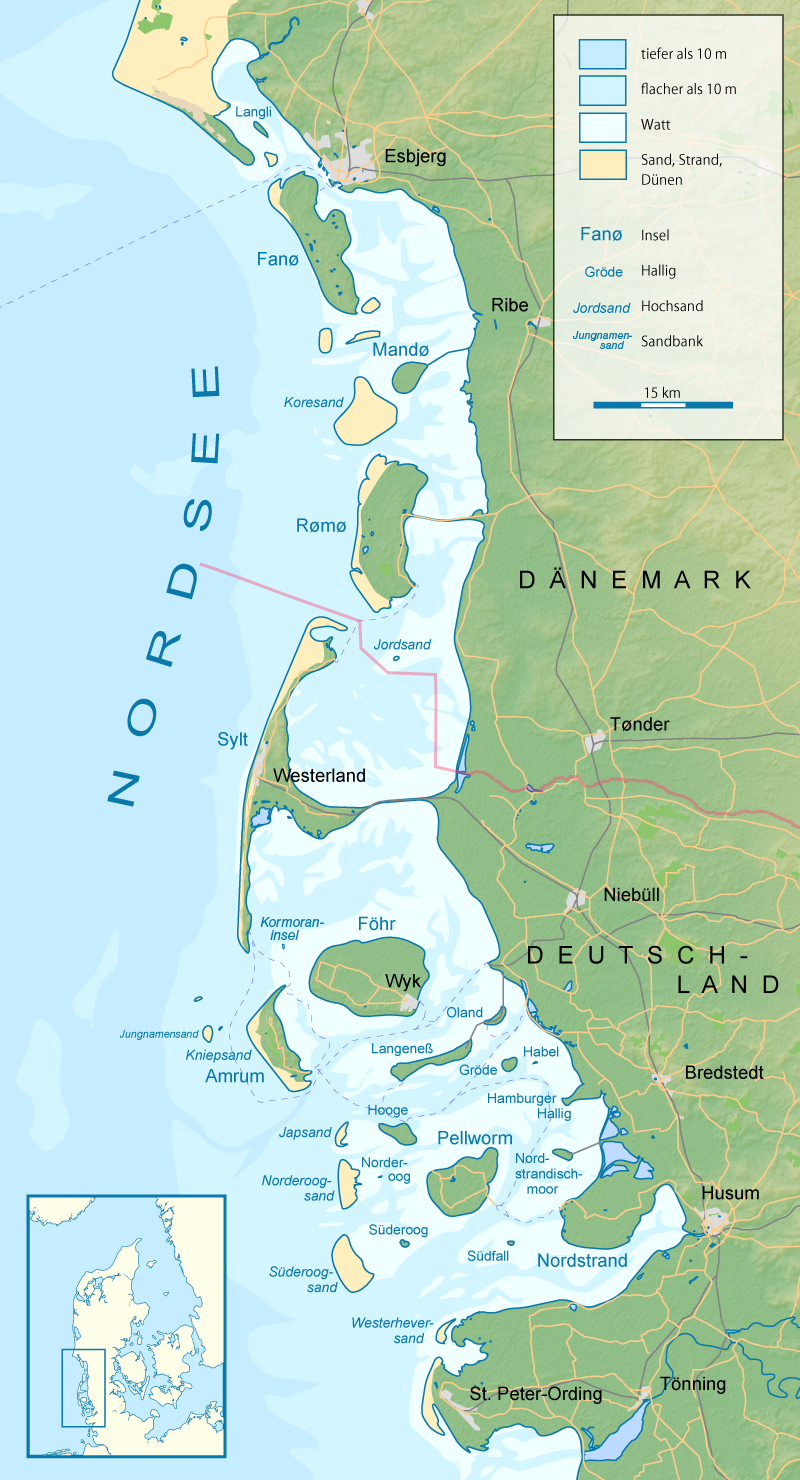
Die Hochsände liegen im südlichen Bereich der Karte

Die Nordfriesischen Außensände sind drei Hochsände, die den deutschen Halligen im Westen zum offenen Meer hin vorgelagert sind und die durch ihre wellenbrechende Wirkung zum Schutz der nachgelagerten Watten, Halligen und Inseln beitragen. Die Sande gehören zu den wenigen von Menschen völlig unbeeinflussten Gebieten im Wattenmeer und haben so besondere Bedeutung für den Naturschutz. Auf Norderoogsand haben sich ab den 2000er Jahren bis zu vier Meter hohe Dünen entwickelt, so dass er als Insel bezeichnet wird.
| Außensand     | Länge (km) | Breite (km) | Fläche (km²) | Koordinaten                   |
| ------------- | ---------- | ----------- | ------------ | ----------------------------- |
| Japsand       | 03,4       | 1,6         | 02,9         | 54° 34′ 17″ N, 008° 28′ 21″ O |
| Norderoogsand | 05,5       | 2,7         | 09,4         | 54° 31′ 14″ N, 008° 28′ 58″ O |
| Süderoogsand  | 07,0       | 3,7         | 16,6         | 54° 26′ 24″ N, 008° 28′ 41″ O |
| Außensände    | 18,9       |             | 28,9         | 54° 30′ 00″ N, 008° 29′ 00″ O |

## Geografische Merkmale
Die Sande befinden sich in ständiger Bewegung von West nach Ost auf die Küste zu. Sie verändern dabei sowohl ihre Lage als auch ihre Fläche. In den letzten fünfzig Jahren profitierten alle drei von leichten Flächenzunahmen, wobei die Entwicklung sehr unterschiedlich verlief. Insgesamt trugen Meer und Wind an den Westseiten der Sande etwa 43,5 Millionen m² Sand ab, während sie an den Ostseiten 32,4 Millionen m² ablagerten. Insbesondere der Japsand, die jüngste und noch kleinste der drei Sände, konnte dabei an Volumen zunehmen und verlagerte sich am schnellsten in Richtung Osten. Computersimulationen der Universität Kiel halten ein Zusammenwachsen mit dem Norderoogsand bis 2050 für wahrscheinlich. Dabei würde die Hallig Norderoog übersandet, ebenso wie größere Wattgebiete verlorengingen, die sich jetzt noch östlich der Sande befinden.
| Jahr MThw-Niveau (dm)   | 1947 NN+10 | 1967 NN+11 | 1980 NN+11,6 | 1991 NN+12,2 |
| ----------------------- | ---------- | ---------- | ------------ | ------------ |
| Japsand                 |            |            |              |              |
| Fläche (ha)             | 199        | 190        | 290          | 297          |
| Volumen (Mio. m³)       | 0,111      | 0,242      | 0,415        | 0,766        |
| Mittl. Höhe ü. MThw (m) | 0,06       | 0,13       | 0,14         | 0,26         |
| Norderoogsand           |            |            |              |              |
| Fläche (ha)             | 829        | 904        | 908          | 897          |
| Volumen (Mio. m³)       | 1,648      | 2,029      | 2,279        | 2,077        |
| Mittl. Höhe ü. MThw (m) | 0,20       | 0,22       | 0,25         | 0,23         |
| Süderoogsand            |            |            |              |              |
| Fläche (ha)             | 1462       | 1629       | 1603         | 1537         |
| Volumen (Mio. m³)       | 4,261      | 5,420      | 4,816        | 4,878        |
| Mittl. Höhe ü. MThw (m) | 0,29       | 0,33       | 0,30         | 0,32         |

Die Außensände ähneln in ihrer Entstehung den Barriereinseln der südlichen Nordsee, konnten sich bisher aufgrund der verschiedenen hydrologischen Bedingungen noch nicht so weit entwickeln. Jedoch hat sich seit Ende der 1990er Jahre der Nordteil des Norderoogsandes zu einer Düneninsel entwickelt. Nur dieser etwa 18 ha große Bereich mit bis zu vier Meter hohen Dünen wird nicht mehr durch Hochwasser überspült.

## Ökologische Funktionen
Die Außensände weisen eine artenreiche Flora auf und sind Brutgebiete vieler Vogelarten. Kegelrobben, in Mittelalter noch die häufigste Robbe der Nordseeküste und zwischenzeitlich komplett ausgerottet, haben seit 1985 wieder auf den Außensänden erste Geburten verzeichnet. Die Population dieser mit 300 Kilo Lebendgewicht größten Raubtiere Deutschlands, wächst wieder.
Die übrigen Rücken der Hochsände liegen etwa einen Meter über mittlerem Hochwasser. Im Sommer wird der trockene Sand auch dort teilweise zu mehrere Meter hohen Dünen aufgeweht, die jedoch später wieder überspült werden. Darauf wachsen vorübergehend einzelne Pflanzenarten wie Binsen-Quecke = Strandweizen. Die Außensände stehen unter Naturschutz und haben ökologische Bedeutung besonders als Rastgebiete während des Vogelzugs. Die Sande werden von mehreren Zehntausend Vögeln, wie Knutt, Alpenstrandläufer und Sanderling zur Rast genutzt. Zur Springtide werden auf den drei Sanden parallel von Mitarbeitern der Schutzstation Wattenmeer (Japsand und Süderoogsand) und dem Verein Jordsand (Norderoogsand) die Vögel erfasst. 
Zusammen mit den Seegatten Hooger Loch und Rummelloch-West sowie den Halligen Süderoog und Norderoog, die auch zur Kernzone des Nationalparks Schleswig-Holsteinisches Wattenmeer gehören, bilden sie Robbenbänke und sind als Mausergebiet der Eiderenten von ökologischer Bedeutung.

## Bedeutung im Nationalpark
Die Außensände gehören zur Kernzone des Nationalparks und dürfen mit Ausnahme des nördlichen Japsandes nicht betreten werden.
Auf dem Süderoogsand wurde 1985 ein 19 Meter hoher Leuchtturm auf 54° 26′ N, 8° 29′ O errichtet. Der Unterbau besteht aus einer Holzbalkenkonstruktion. Der Leuchtturm wird mit Solarstrom betrieben und besitzt einen Zufluchtsraum für Schiffbrüchige.

## Umgebung
Die Sande sind Reste eines im vorletzten Jahrtausend vor Chr. bestehenden Sandwalls, der sich parallel zur nordfriesischen Nordseeküste erstreckte und dieser zum Meer hin vorgelagert war. Dieser ist noch in Resten vorhanden und setzt sich wie folgt zusammen: aus der dänischen Insel Mandö, dem Koresand, dem Juvre Sand und dem Havsand, (deutsch: Haffsand) nahe Römö, ferner dem Sylter Sandstrand und den zu Amrum gehörenden Sandbänken Kniepsand und Jungnamensand. Südwärts führt eine Linie über die drei Außensände zum Westerhever Sand, dann zum Sandstrand von Sankt Peter-Ording (Rochelsand, Hitzsand und Hochsichtsand) sowie weiter nach Süden (nach Blauort, Tertius sowie zur Insel Trischen mit ihrem breiten Sandstrand, und den nahe gelegenen Sandbänken Buschsand und Bielshövensand). Westlich des heutigen Japsands lag bis 1903 der Hochsand Seesand.

## Zugänglichkeit, Zuordnung
Von der Hallig Hooge aus werden Wattwanderungen zum fünf Kilometer weiter westlich gelegenen Japsand angeboten, dessen Nordspitze betreten werden darf. Die Außensände gehören zu keiner Gemeinde und bilden auch keine amtlichen gemeindefreien Gebiete. Sie tauchen weder in der Flächenstatistik des Kreises Nordfriesland noch des Landes Schleswig-Holstein noch der Bundesrepublik Deutschland auf, da es sich völkerrechtlich um Meeresgebiet handelt.